# パスコ県
パスコ県（パスコけん、スペイン語: Región Pasco）は、ペルーを構成する24の県の1つである。県都はセロ・デ・パスコ。

## 隣接する県
- ワヌコ県
- ウカヤリ県
- フニン県
- リマ県

## 行政区画
行政区画は3つの郡（英語：provinces。スペイン語：provincias、単数：provincia）に分けられる。それらは28の地区（英語：districts。スペイン語：distritos、単数：distrito）から構成される。
郡は以下の通りである。
| No | 郡名                   | 中心地           | 図 |
| -- | ---------------------- | ---------------- | -- |
| ■  | Daniel Alcídes Carrión | Yanahuanca       |    |
| ■  | Oxapampa               | Oxapampa         |    |
| ■  | Pasco                  | セロ・デ・パスコ |    |